# Álvaro Latorre López
Álvaro Latorre López (n. 25 de desembre de 1958) és president de la Secció Quarta de l'Audiència de Palma, dedicada a resoldre plets civils, des de juliol de 2014.
Fou el jutge titular del jutjat d'instrucció número 12 de Palma on li tocà jutjar, en fase d'instrucció, diversos casos de corrupció com Cas Andratx i Cas Can Domenge.
Practica el tennis i la natació.

## Vida judicial
Va estudiar Dret a la Universitat de Navarra. Ha estat al jutjat d'instrucció número 2 de Tortosa, jutjat de primera instancia de Almazán (Sòria), jutjat de primera instància número 4 de Las Palmas de Gran Canaria, 2 i 7 de Pamplona, Secció segona de l'Audiència de Navarra. Des de 2001 a 2005 va estar al jutjat de menors de Balears, i jutjats d'instrucció 12 i 17 de Palma.
Del 1992 al 1994 va ser professor de dret processal de la Universitat de Navarra.
Al 2003 va formar part d'una taula rodona amb el títol “El Derecho Penal juvenil y la Protección del Menor: Derecho, acción educativa y rehabilitadora en el menor infractor”, en qualitat de Magistrat de Menors de Mallorca.
Es va presentar per la plaça de Presidència de l'Audiència Provincial de Balears al 2015.
| Data del decret de trasllat | Jutjat                                                             | Província                  |
| --------------------------- | ------------------------------------------------------------------ | -------------------------- |
| 27 de juny de 1986          | Jutjat d'instrucció número 2 de Tortosa                            | Tarragona                  |
| 23 de setembre de 1987      | Jutjat de primera instancia i instrucció d'Almazán                 | Sòria                      |
| 5 d'octubre de 1989         | Jutjat de primera instància número 4 de Las Palmas                 | Las Palmas de Gran Canaria |
| 9 de juliol de 1991         | Jutjat penal núm. 2 de Pamplona                                    | Pamplona                   |
| 19 de novembre de 1993      | Jutjat de Primera Instància núm. 7 de Pamplona                     | Pamplona                   |
| 24 de gener de 1997         | Secció Segona, Civil i Penal, de l'Audiència Provincial de Navarra | Pamplona                   |
| 26 de gener de 2001         | Jutjat de Menors número 2 de Palma                                 | Illes Balears              |
| 30 de novembre de 2005      | Jutjat d'Instrucció número 12 de Palma                             | Illes Balears              |
| 1 de febrer de 2008         | Jutjat de Primera Instància número 17 de Palma                     | Illes Balears              |
| 27 de juny de 2014          | Secció Quarta, civil, de l'Audiència Provincial de Balears         | Illes Balears              |